# ミス・ユニバース1956
ミス・ユニバース1956（Miss Universe 1956、第5回ミス・ユニバース世界大会）は1956年7月20日にアメリカ合衆国カリフォルニア州ロングビーチ市立公会堂で開催された。30か国の参加者が舞台に上り、19歳のキャロル・モリスがアメリカ代表「ミスUSA」として2人目の優勝者となった。彼女は大会の慣例通り、前年の優勝者であるスウェーデンのヒレヴィ・ロンビンから栄冠を授けられた。日本からは馬場祥江が参加した。

## 最終結果

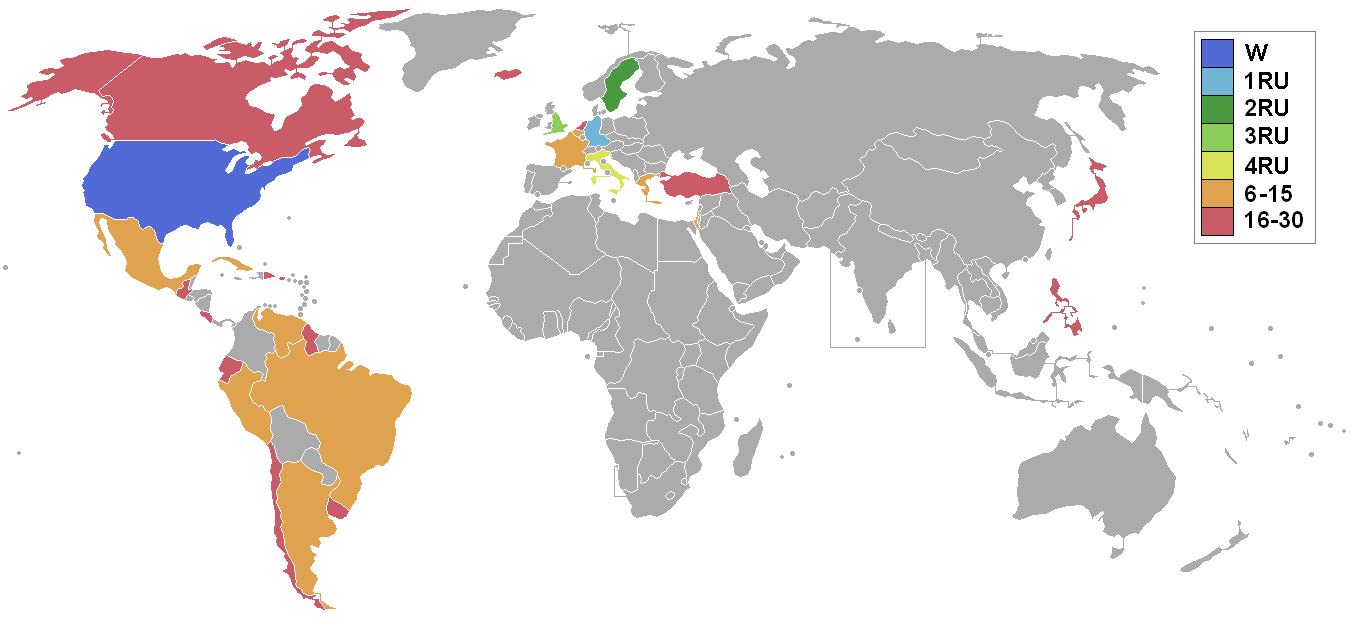
ミス・ユニバース1956の参加国と最終結果

### 入賞者
| 最終結果             | 参加者 |
| -------------------- | --- |
| ミス・ユニバース1956 | - アメリカ – キャロル・モリス (Carol Morris) |
| 第2位                | - ドイツ – マリーナ・オルシェル (Marina Orschel) |
| 第3位                | - スウェーデン – イングリッド・グーデ (Ingrid Goude) |
| 第4位                | - イングランド – イリス・アリス・カスリーン・ウォーラー (Iris Alice Kathleen Waller) |
| 第5位                | - イタリア – ロッサナ・ガリ (Rossana Galli) |
| トップ15             | - アルゼンチン – イレアナ・カレ - ベルギー – リュシエンヌ・オキエ - ブラジル – マリア・ホセ・カルドーゾ - キューバ – マルシア・ロドリゲス - フランス – アニータ・トレイエンズ - ギリシア – リタ・ゴウマ - イスラエル – サラ・タル - メキシコ – エルナ・マルタ・バウマン - ペルー – ローラ・サボガル - ベネズエラ – ブランカ・エレディア |

## 参加者
- アラスカ - バーバラ・マリア・セラー
- アルゼンチン – イレアナ・カレ
- ベルギー - リュシエンヌ・オキエ
- ブラジル - マリア・ホセ・カルドーゾ
- イギリス領ギアナ - ロザリンド・イヴァ・ジョーン・ファン
- カナダ - エレイン・ビシェンデン
- チリ - コンセプシオン・オバク・チャカナ
- コスタリカ - アナベラ・グラナドス
- キューバ - マルシア・ロドリゲス
- ドミニカ共和国 - オルガ・フィアロ・オリヴァ
- エクアドル - メルセデス・フロレス・エスピン
- イングランド - イリス・アリス・カスリーン・ウォーラー
- フランス - アニータ・トレイエンズ
- ドイツ - マリーナ・オルシェル
- ギリシア - リタ・ゴウマ
- グアテマラ - イレアナ・ガルリンゲル・ディアス
- オランダ - リタ・シュミット
- アイスランド - グズラウグ・グズムンズドッティル
- イスラエル - サラ・タル
- イタリア - ロッサナ・ガリ
- 日本 - 馬場祥江
- メキシコ - エルナ・マルタ・バウマン
- ペルー - ローラ・サボガル
- フィリピン - イサベル・エスコバル・ロドリゲス
- プエルトリコ - パキタ・ヴィヴォ
- スウェーデン - イングリッド・グーデ
- トルコ - ジャン・ユサル
- ウルグアイ - ティティアナ・アギーレ
- アメリカ - キャロル・モリス
- ベネズエラ - ブランカ・エレディア

## ノート

### 初参加
- イギリス領ギアナ
- ドミニカ共和国
- オランダ
- アイスランド

### 再参加
- 1953以来の参加:
  -  トルコ
- 1954以来の参加:
  -  ペルー

### 交代者
- フィリピン - エディス・ノーブレ・ナクピルはイサベル・エスコバル・ロドリゲスに交代した。

### 不参加・辞退者
- セイロン
- エルサルバドル
- フィンランド - ミルヴァ・オルヴォッキ・アルヴィネン
- ホンジュラス
- 韓国
- レバノン
- ニカラグア'
- ノルウェー
- 西インド諸島

### 特別賞
- コスタリカ - ミス・フレンドシップ（アナベラ・グラナドス）
- ドイツ - ミス・フォトジェニック（マリーナ・オルシェル）
- アメリカ - 一番人気女性（キャロル・モリス）